# Pista patriciae
Pista patriciae är en ringmaskart som beskrevs av Hartmann-Schröder och Rosenfeldt 1989. Pista patriciae ingår i släktet Pista och familjen Terebellidae. Inga underarter finns listade i Catalogue of Life.